# Église de Klaukkala
L’église de Klaukkala (finnois : Klaukkalan kirkko) est une église luthérienne située dans le village de Klaukkala à Nurmijärvi en Finlande,.

## Description
L'église construite en 2003–2004 est inaugurée le 28 novembre 2004.
Elle est conçue par Anssi Lassila du cabinet Lassila Hirvilammi Arkkitehdit Oy. 
Le mobilier de l'église et son éclairage sont de l'architecte d'intérieur  Antti Paatero et les textiles liturgiques de Hanna Korvela.